# Kasteel de Marnix

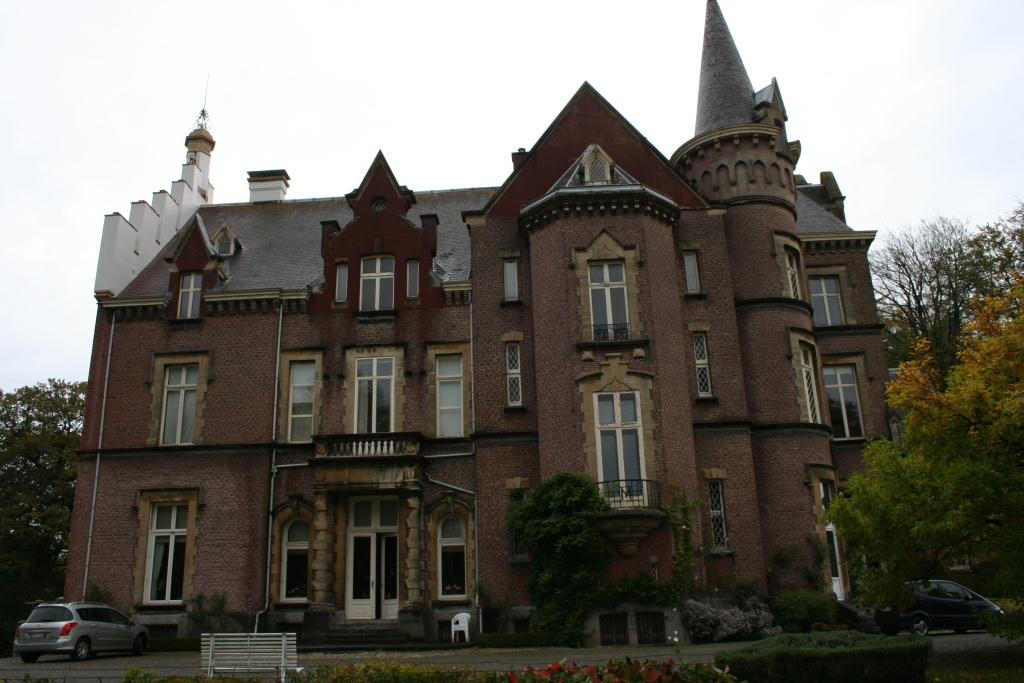
Kasteel de Marnix

Het Kasteel de Marnix is een kasteel nabij de tot de Vlaams-Brabantse gemeente Overijse behorende plaats Jezus-Eik, gelegen aan Kasteel de Marnix 1-3, de Gemslaan 77 en 75A-C en de Ketelheide 113 en 113A.

## Geschiedenis
Het gebied lag eind 18e eeuw nog midden in het Zoniënwoud, maar een deel daarvan kwam aan de gemeente Overijse, dat omstreeks 1850 werd aangekocht door de familie de Marnix. Vanaf omstreeks 1860 werd het gebied gedeeltelijk ontbost en er werd een hoeve gebouwd. In 1875 werd, in opdracht van Ferdinand Jozef de Marnix, ook een kasteel gebouwd naar ontwerp van Hendrik Beyaert.
Vanaf de jaren '60 van de 20e eeuw werd het zuidelijk deel van het kasteeldomein verkaveld.

## Gebouw
Het betreft een betrekkelijk groot bakstenen kasteel met stijlelementen uit de neogotiek en de neorenaissance. Het bestaat uit tal van verspringende gevelelementen en ook een torentje werd gebouwd. Het oorspronkelijke interieur bleef bewaard.
Naast het kasteel is er ook een stoeterij die later tot twee woonhuizen werd verbouwd. Ook de hoeve is nog aanwezig, maar ook deze werd tot woonhuis verbouwd. Verder is er onder meer een oranjerie, een druivenserre en een hovenierswoning.
Om het kasteel ligt een park en een bos dat wel als Marnixbos wordt aangeduid.